# 陳湧源
陳湧源（1946年—），台灣醫師及政治人物，曾以無黨籍身份在台灣省第七選區（彰化縣）當選為第一屆第六次增額立法委員。1989年（民國78年）遭到十大槍擊要犯黃鴻寓（綽號黑牛）勒索，因勒索不成，被連開三槍打中頸部，從此半身不遂。